# Something Better
Something Better – singel fińskiego zespołu Softengine napisany przez Topiego Latukkę i Henriego Oskára, wydany 21 marca 2014 w dystrybucji cyfrowej. 
Singiel reprezentował Finlandię podczas 59. Konkursu Piosenki Eurowizji w 2014 roku, zajmując ostatecznie 11. miejsce.

## Notowania na listach przebojów
| Kraj     | Lista (2014)    | Najwyższa pozycja |
| -------- | --------------- | ----------------- |
| Irlandia | Top 100 Singles | 72                |